# Kelîhiv, Sneatîn
Kelîhiv (în ucraineană Келихів) este un sat în comuna Tulukiv din raionul Sneatîn, regiunea Ivano-Frankivsk, Ucraina.

## Demografie
Componența lingvistică a localității Kelîhiv
     Ucraineană (99,51%)
     Alte limbi (0,49%)
Conform recensământului din 2001, majoritatea populației localității Kelîhiv era vorbitoare de ucraineană (99,51%), existând în minoritate și vorbitori de alte limbi.